# Wymott
Wymott är en by i distriktet Chorley i grevskapet Lancashire i England. Byn är belägen 41,2 km 
från Lancaster. Orten har 1 546 invånare (2001).
Utanför byn finns fängelset HM Prison Wymott. 